# Дадийя
Дадийя (также нда диа, даадийя, дадиа, лоодийя; англ. dadiya, nda dia, daadiya, dadia, loodiya; самоназвание: nyiyo daddiya) — адамава-убангийский язык, распространённый в восточных районах Нигерии. Входит в состав ветви ваджа-джен подсемьи адамава.
Численность говорящих — около 70 000 человек (2014). Письменность основана на латинском алфавите.

## О названии
Самоназвание языка дадийя — nyiyo daddiya, самоназвание этнической общности дадийя — bwe daddiya (в единственном числе), daddiyab (во множественном числе). Известны также такие варианты произношения названия языка дадийя как нда диа (nda dia), даадийя (daadiya), дадиа (dadia) и лоодийя (loodiya).

## Классификация
По классификации, опубликованной в справочнике языков мира Ethnologue, язык дадийя является единственным представителем подгруппы дадийя, входящей в группу ваджа ветви ваджа-джен подсемьи адамава адамава-убангийской семьи.
Согласно классификации Р. Бленча, язык дадийя вместе с языками тула, авак, камо, бангвинджи и ваджа образует подгруппу вийяа, которая включена в группу ваджа подсемьи адамава адамава-убангийской семьи.
В классификации У. Кляйневиллингхёфера, опубликованной в базе данных по языкам мира Glottolog, ветвь языков ваджа-джен (с языком дадийя в её составе) отнесена к семье гур. Язык дадийя вместе с языками бангвинджи, диджим-бвилим и тула в рамках этой семьи образуют языковое единство — ядерные тула, которое последовательно включается в следующие языковые объединения: языки тула, языки тула-ваджа, языки ваджа-джен, языки центральные гур и языки гур. Последние вместе с адамава-убангийскими языками и языками гбайя-манза-нгбака образуют объединение северных вольта-конголезских языков.
По общепринятой ранее классификации Дж. Гринберга, язык дадийя вместе с языками чам, мона, тула, ваджа, каму и авак образуют одну из 14 групп адамава-убангийской семьи.

## Лингвогеография

### Ареал и численность
Область распространения языка дадийя размещена в восточной Нигерии на части территорий трёх штатов: Гомбе (в районе Баланга), Тараба (в районе Карим Ламидо) и Адамава (в районе Ламурде).
Ареал языка дадийя с северо-запада граничит с ареалом западночадского языка тангале, с остальных сторон область распространения дадийя окружена ареалами близкородственных адамава-убангийских языков: с запада к ареалу дадийя примыкает ареал языка бангвинджи, с юго-запада — ареал языка кьяк, с юга — ареал языка цо, с востока — ареал языка дикака, с севера — ареал языка тула.
По данным 1961 года численность носителей языка дадийя составляла 3986 человек, по данным 1992 года — около 20 000 человек. Согласно сведениям, представленным в справочнике Ethnologue, численность говорящих на языке дадийя в 2014 году достигла 70 000 человек. По подсчётам сайта Joshua Project численность носителей этого языка составляет 50 000 человек (2017).

### Социолингвистические сведения
По степени сохранности, согласно данным сайта Ethnologue, язык дадийя относится к так называемым устойчивым языкам, не имеющим стандартной формы, но активно используемым в устном общении. На этом языке говорят все поколения представителей этнической общности дадийя, включая младшее. Кроме родного языка среди представителей дадийя в качестве второго распространены язык атлантической семьи фульбе и западночадский язык хауса, в тех или иных частях ареала носители дадийя владеют также бантоидным языком джаравской группы кулунг, близкородственными адамава-убангийскими языками тула и ваджа, а также нигерийским пиджином. В основном представители этнической общности дадийя придерживаются традиционных верований (77 %), часть дадийя исповедует ислам (20 %), часть — христианство (3 %).

### Диалекты
В состав этнической общности дадийя входит порядка 25 кланов, для каждого из которого характерны незначительные языковые особенности. В целом на всей территории распространения дадийя между разными группами носителей этого языка нет ощутимых диалектных различий, в соответствии с чем между ними сохраняется свободное взаимопонимание. В базе данных по языкам мира Glottolog перечислены четыре диалекта языка дадийя: кооквила, лоофаа, лоофийо и тунга (болери).

## Письменность
Письменность языка дадийя, основанная на базе латинского алфавита, развивается с 2008 года. В этом же 2008 году на дадийя были сделаны переводы фрагментов Библии.